# دستگردان (مشهد)
دستگردان روستایی در دهستان میامی بخش رضویه شهرستان مشهد استان خراسان رضوی ایران است. بر پایه سرشماری عمومی نفوس و مسکن در سال ۱۳۹۰ جمعیت این روستا ۳۹۵ نفر (در ۱۰۷ خانوار) بوده‌است.